# Alianza Patriótica para el Cambio
La Alianza Patriótica para el Cambio (APC) fue una coalición política de partidos de izquierda, sobre todo de partidos socialistas y socialdemócratas, de Paraguay. Fue la coalición que postuló como candidato a Fernando Lugo a las elecciones generales del 2008, junto al Partido Liberal Radical Auténtico. En 2010, creó junto al Espacio Unitario - Congreso Popular, la coalición de izquierda Frente Guasú.

## Historia
El acuerdo de constitución de la APC se firmó el martes 18 de septiembre de 2007 en un acto realizado en la Casa del Pueblo, local del Partido Revolucionario Febrerista en consideración de que en dicha sede fue creada un antiguo pacto opositor denominado Acuerdo Nacional, a mediados del año 1978 que estaba compuesto por el Partido Revolucionario Febrerista, Partido Liberal Radical Auténtico, Partido Democrático Progresista, Partido Demócrata Cristiano y el Movimiento Popular Colorado (MOPOCO, colorados disidentes).
Contó inicialmente con la participación del Partido Liberal Radical Auténtico, ahora exmiembro. La APC postuló la candidatura de Fernando Lugo como Presidente y a Federico Franco como vicepresidente. Esta dupla ganó las elecciones generales del 2008 con el 41% de los votos, acabando así con los 61 años de hegemonía del Partido Colorado.
En 2009, la APC se consolidó como una coalición de partidos socialistas y socialdemócratas.
Para las elecciones municipales de 2010, la APC realizó una alianza con el Espacio Unitario - Congreso Popular, llamada Frente Guasú, para finalmente disolverse en la nueva coalición.

## Integrantes de la APC
- Partido Revolucionario Febrerista
- Partido Demócrata Cristiano
- Partido País Solidario
- Partido Social Demócrata
- Partido Frente Amplio
- Partido Encuentro Nacional
- Bloque Social y Popular
- Avancemos
- Movimiento de Participación Ciudadana
- Poder Ciudadano en Acción

## Juventud Patriótica para el Cambio (JPC)
Fue el órgano juvenil de la Alianza que nucleaba a las juventudes de todos los partidos y movimientos. Al mismo tiempo integraba la mesa de Presidente del equipo político del gobierno electo en transición con voz y voto en representación de la J.P.C. Que presidida por Carlos Torres Monzón que era representante de la Juventud Revolucionaria Febrerista